# Разъезд 41 (Абайская область)
Разъезд 41 (каз. рзд.41) — разъезд в Бородулихинском районе Абайской области Казахстана. Входит в состав Бель-Агачского сельского округа. Код КАТО — 633835800.

## Население
В 1999 году население разъезда составляло 66 человек (34 мужчины и 32 женщины). По данным переписи 2009 года, в разъезде проживало 46 человек (21 мужчина и 25 женщин).